# Ющик Юлія Миколаївна
Юлія Миколаївна Ющик (нар. 2 лютого 1985, Дюксин, Рівненська область) — українська бандуристка.

## Життєпис
Музичну освіту здобула у Великоолексинській філії Оржівської дитячої музичної школи та Рівненському музичному училищі. З 2006 року — викладач бандури Великоолексинської дитячої музичної школи.
Учасниця ІІІ творчого звіту Рівненщини у складі капели бандуристів, який проходив у Києві, у Національному палаці мистецтв «Україна» (2003).